# Eublepharis macularius afghanicus
El gecko leopardo afgano (Eublepharis macularius afghanicus) es una de las seis subespecies del gecko leopardo común (Eublepharis macularius), una especie de lagarto perteneciente a la familia Eublepharidae. Fue descrita por el entomólogo alemán Carl Julius Bernhard Börner en el año de 1976. Es mucho más pequeña que otras subespecies de geco leopardo.

## Descripción
El gecko leopardo afgano es originario del sudeste de Afganistán a lo largo del río Kabul y sus afluentes, su área de distribución se extiende al norte de Pakistán.
Hábitat
Habita en zonas de desierto rocoso y praderas con vegetación escasa, evitando las áreas arenosas. No forma grandes colonias y su actividad es mayor durante los meses de abril y mayo.
Morfología
Los adultos presentan una coloración que varía entre el amarillo pálido y el amarillo brillante, con manchas negras o azuladas dispersas. Poseen una raya vertebral continua y retículas claras u oscuras en la cabeza. Las extremidades están manchadas y la cola muestra marcas irregulares oscuras. Los juveniles se caracterizan por tener tres barras amarillas a lo largo de la espalda.
Los machos alcanzan aproximadamente 15 cm de longitud, mientras que las hembras miden en promedio 14 cm.
Mantenimiento en cautiverio
El gecko leopardo afgano es mantenido ocasionalmente como mascota. Para su mantenimiento se recomienda un terrario de al menos 80 litros (20 galones) por ejemplar, incrementando el espacio en función del número de animales. Dado su comportamiento territorial, no se aconseja alojar a más de un macho en el mismo recinto.   
El terrario debe contar con un gradiente térmico, con una zona cálida de unos 32 °C (90 °F) y una zona fría en torno a los 24–26 °C (75–80 °F). Se utilizan lámparas de calor durante el día, apagándolas por la noche.
El sustrato recomendado es material no arenoso, como papel, fibra de coco o alfombras especiales para reptiles, para prevenir problemas de impactación intestinal.
Para facilitar la muda, es aconsejable incluir un refugio húmedo dentro del terrario. En caso de retención de piel, especialmente en los dedos, se puede ayudar al animal mediante baños de agua tibia.   
Alimentación
Su dieta debe consistir exclusivamente en insectos vivos, como grillos o cucarachas pequeñas, ofrecidos diariamente en cantidad adecuada. No se deben suministrar pequeños ratones ("pinkies"), ya que los geckos son insectívoros estrictos y una dieta inadecuada puede afectar su salud a largo plazo.   
Debe disponerse siempre de un cuenco de agua poco profundo, adaptando su nivel para evitar ahogamientos en ejemplares jóvenes.   
Comportamiento social
El gecko leopardo afgano es un animal solitario. Solo busca interacción con otros individuos durante la época reproductiva. Aunque algunas hembras pueden coexistir en el mismo espacio, lo más recomendable es mantener a los ejemplares separados para evitar estrés o agresiones. La convivencia de varios machos resulta en peleas que pueden ser mortales.
La reproducción selectiva en cautividad de esta subespecie es limitada.   